# Hypsideres curvinucha
Hypsideres curvinucha är en skalbaggsart som beskrevs av Jordan 1903. Hypsideres curvinucha ingår i släktet Hypsideres och familjen långhorningar.
Artens utbredningsområde är Ghana. Inga underarter finns listade i Catalogue of Life.